# تدرج كثافة
تدرج كثافة (بالإنجليزية: Density Gradient)‏ هو تغير كثافة مادة عبر مساحة. مثال على ذلك، تتغير كثافة الماء كلما زاد العمق في البحر . أو تقل كثافة الهواء كلما ارتفعنا عن سطح الأرض ؛ فالهواء يتدرج في كثافته. يستخدم تعبير تدرج الكثافة في العلوم الطبيعية لوصف مادة ، ولكن هذا التعبير يمكن استخدامه أيضا لكميات أخرى يمكن قياسها. مثل تدرج شدة الإضاءة كلما ابتعدنا عن مصدر الصوت ؛ أو تدرج كثافة السكان بين المدينة والريف .

## ديناميكا الهواء
في دراسة الطيران فوق سرعة الصوت نستطيع بالتصوير مشاهدة تدرج الهواء عند ملاقاته الطائرة.
كذلك بالنسبة للسوائل: يمكن قياس تدرج كثافة سائل في مشاهدة موجة صوتية، أو موجة صدمية، تمدد موجة في اتجاه انتشارها.

## الماء
في حالة الماء المالح يمكن لتدرج مفاجيء في طبقات في الماء أن يفصل طبقات عن بعضها البعض تحتلف فيها شدة الملوحة.
كذلك إذا كان لديك كوبا من الماء وأسقطت فيه نقطة حبر، فإن نقطة الحبر سرعان ما تنتشر في الكوب ويحدث تدرج للحبر في الماء ؛ وبعد فترة يتوزع الحبر في الماء توزيعا متساويا .

## في علم الأحياء
عند فصل بعض مكونات الدم يستخدم طريقة طرد مركزي تبايني ويتكون في أنبوب الاختبار تدرج لمختلف المواد أو الشوائب .

عند نقل الدم تستخدم طريقة فصادة لإحداث فصل تدرج الكثافة.

## في الاقتصاد المحلي
عند دراسة كثافة السكان، فيشير تدرج الكثافة إلى تغير كثافتة الناس ما بين وسط المدينة وخارجها.